# Лундан
Лундан — река в Мордовии (Россия), левый приток Парцы (бассейн Оки).
Река протекает по территории Зубово-Полянского района Мордовии, берёт начало недалеко от границы района с Пензенской областью, впадает в реку Парцу рядом с районным центром — посёлком Зубова Поляна. Устье реки находится в 51 км от устья Парцы. Длина реки — 36 км, площадь водосборного бассейна — 275 км².
Рядом с местом впадения в Парцу и пос. Зубова Поляна на реке Лундан находится мост, по которому проходит Федеральная автомобильная дорога М5 «Урал».

## Данные водного реестра
По данным государственного водного реестра России относится к Окскому бассейновому округу, водохозяйственный участок реки — Мокша от водомерного поста города Темников и до устья, без реки Цна, речной подбассейн реки — Мокша. Речной бассейн реки — Ока.
Код объекта в государственном водном реестре — 09010200412110000028494.